# AFI's 100 Years...100 Heroes and Villains
Parte a seriei AFI's 100 Years, AFI's 100 Years... 100 Heroes and Villains este o listă cu cele mai mari 100 de personaje din cinematografia americană (50 de eroi și 50 de răufăcători). Institutul American de Film a realizat această listă în iunie 2000 și a fost prezentată de Arnold Schwarzenegger pe CBS. Emisiunea în care a fost prezentată această listă a fost nominalizată la Premiul Emmy pentru cea mai bună emisiune specială non-ficțiune (Outstanding Nonfiction Special).

## Lista

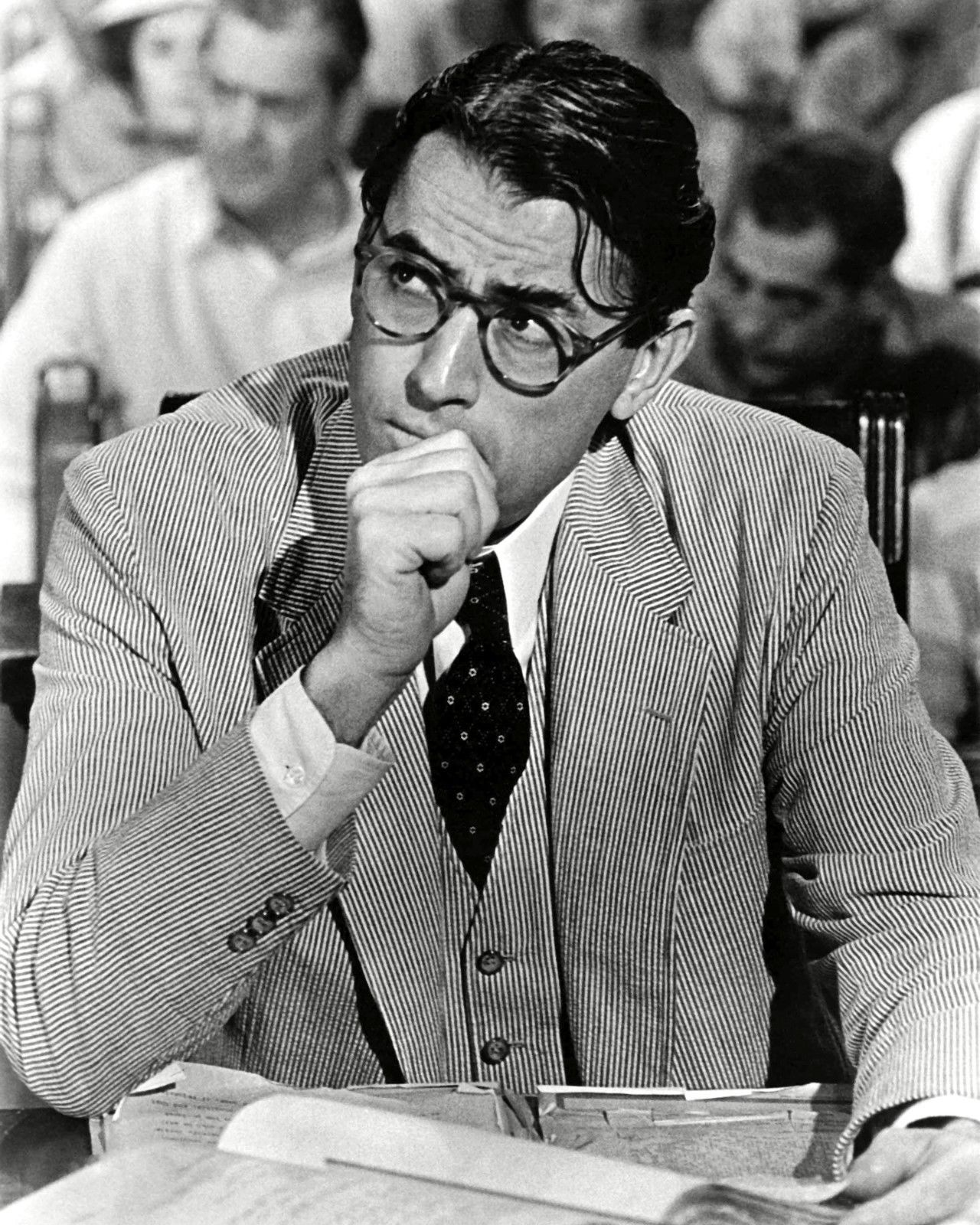
Gregory Peck în To Kill a Mockingbird (1962)

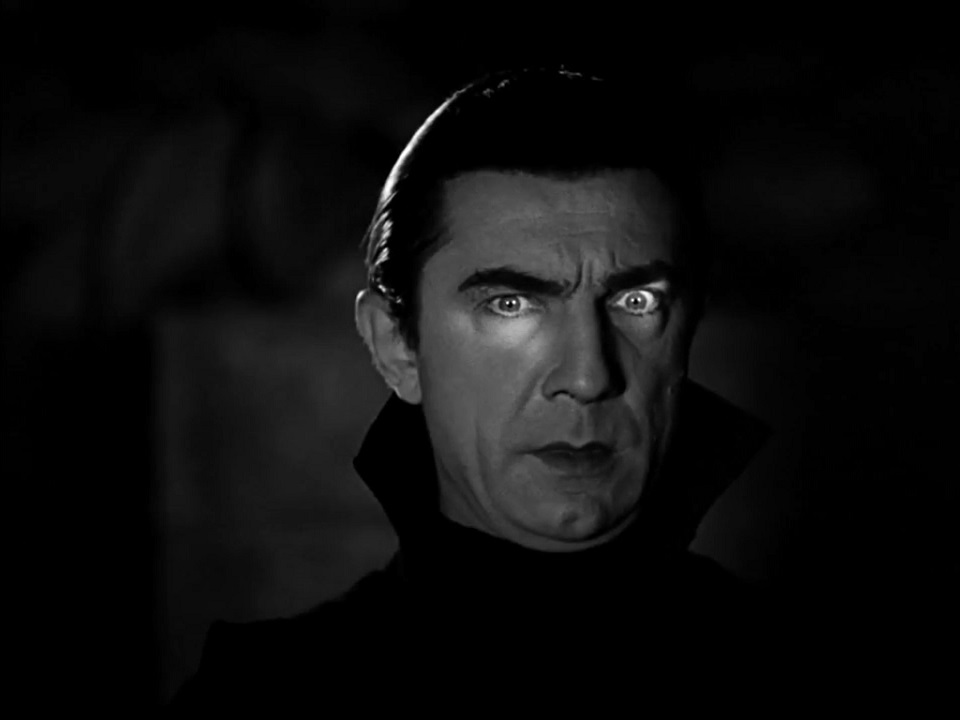
Bela Lugosi în Dracula (1931)

| #   | Erou                              | Actor                            | Film                                       | Răufăcător                    | Actor                                       | Film                                                 |
| --- | --------------------------------- | -------------------------------- | ------------------------------------------ | ----------------------------- | ------------------------------------------- | ---------------------------------------------------- |
| 1.  | Atticus Finch                     | Gregory Peck                     | To Kill a Mockingbird                      | Dr. Hannibal Lecter           | Anthony Hopkins                             | Tăcerea mieilor                                      |
| 2.  | Indiana Jones                     | Harrison Ford                    | Indiana Jones și căutătorii arcei pierdute | Norman Bates                  | Anthony Perkins                             | Psycho                                               |
| 3.  | James Bond                        | Sean Connery                     | Dr. No                                     | Darth Vader                   | David Prowse (voce de James Earl Jones)     | Războiul stelelor - Episodul V: Imperiul contraatacă |
| 4.  | Rick Blaine                       | Humphrey Bogart                  | Casablanca                                 | The Wicked Witch of the West  | Margaret Hamilton                           | Vrăjitorul din Oz                                    |
| 5.  | Will Kane                         | Gary Cooper                      | High Noon                                  | Nurse Ratched                 | Louise Fletcher                             | Zbor deasupra unui cuib de cuci                      |
| 6.  | Clarice Starling                  | Jodie Foster                     | Tăcerea mieilor                            | Mr. Potter                    | Lionel Barrymore                            | O viață minunată                                     |
| 7.  | Rocky Balboa                      | Sylvester Stallone               | Rocky                                      | Alex Forrest                  | Glenn Close                                 | Fatal Attraction                                     |
| 8.  | Ellen Ripley                      | Sigourney Weaver                 | Aliens                                     | Phyllis Dietrichson           | Barbara Stanwyck                            | Asigurare de moarte                                  |
| 9.  | George Bailey                     | James Stewart                    | O viață minunată                           | Regan MacNeil / Pazuzu        | Linda Blair (voice de Mercedes McCambridge) | The Exorcist                                         |
| 10. | T. E. Lawrence                    | Peter O'Toole                    | Lawrence al Arabiei                        | Regina                        | Voce de Lucille La Verne                    | Albă ca Zăpada și cei șapte pitici                   |
| 11. | Jefferson Smith                   | James Stewart                    | Domnul Smith merge la Washington           | Michael Corleone              | Al Pacino                                   | Nașul: Partea a II-a                                 |
| 12. | Tom Joad                          | Henry Fonda                      | The Grapes of Wrath                        | Alex Delarge                  | Malcolm McDowell                            | A Clockwork Orange                                   |
| 13. | Oskar Schindler                   | Liam Neeson                      | Schindler's List                           | HAL 9000                      | Voice of Douglas Rain                       | 2001: A Space Odyssey                                |
| 14. | Han Solo                          | Harrison Ford                    | Star Wars                                  | Xenomorph                     | Bolaji Badejo                               | Alien                                                |
| 15. | Norma Rae Webster                 | Sally Field                      | Norma Rae                                  | Amon Göth                     | Ralph Fiennes                               | Lista lui Schindler                                  |
| 16. | Shane                             | Alan Ladd                        | Shane                                      | Noah Cross                    | John Huston                                 | Chinatown                                            |
| 17. | Harry Callahan                    | Clint Eastwood                   | Dirty Harry                                | Annie Wilkes                  | Kathy Bates                                 | Misery                                               |
| 18. | Robin Hood                        | Errol Flynn                      | The Adventures of Robin Hood               | The Shark                     | "Bruce"                                     | Jaws                                                 |
| 19. | Virgil Tibbs                      | Sidney Poitier                   | In the Heat of the Night                   | Captain Bligh                 | Charles Laughton                            | Mutiny on the Bounty                                 |
| 20. | Butch Cassidy și The Sundance Kid | Paul Newman și Robert Redford    | Butch Cassidy and the Sundance Kid         | Man                           | None                                        | Bambi                                                |
| 21. | Mahātmā Gandhi                    | Ben Kingsley                     | Gandhi                                     | Mrs. Iselin                   | Angela Lansbury                             | The Manchurian Candidate                             |
| 22. | Spartacus                         | Kirk Douglas                     | Spartacus                                  | The Terminator                | Arnold Schwarzenegger                       | The Terminator                                       |
| 23. | Terry Malloy                      | Marlon Brando                    | On the Waterfront                          | Eve Harrington                | Anne Baxter                                 | All About Eve                                        |
| 24. | Thelma Dickinson & Louise Sawyer  | Geena Davis și Susan Sarandon    | Thelma & Louise                            | Gordon Gekko                  | Michael Douglas                             | Wall Street                                          |
| 25. | Lou Gehrig                        | Gary Cooper                      | The Pride of the Yankees                   | Jack Torrance                 | Jack Nicholson                              | The Shining                                          |
| 26. | Superman                          | Christopher Reeve                | Superman                                   | Cody Jarrett                  | James Cagney                                | White Heat                                           |
| 27. | Bob Woodward și Carl Bernstein    | Robert Redford și Dustin Hoffman | All the President's Men                    | Martians                      |                                             | The War of the Worlds                                |
| 28. | Juror #8                          | Henry Fonda                      | 12 Angry Men                               | Max Cady                      | Robert Mitchum                              | Cape Fear                                            |
| 29. | General George S. Patton          | George C. Scott                  | Patton                                     | Reverend Harry Powell         | Robert Mitchum                              | The Night of the Hunter                              |
| 30. | Luke Jackson                      | Paul Newman                      | Cool Hand Luke                             | Travis Bickle                 | Robert De Niro                              | Taxi Driver                                          |
| 31. | Erin Brockovich                   | Julia Roberts                    | Erin Brockovich                            | Mrs. Danvers                  | Judith Anderson                             | Rebecca                                              |
| 32. | Philip Marlowe                    | Humphrey Bogart                  | The Big Sleep                              | Clyde Barrow și Bonnie Parker | Warren Beatty and Faye Dunaway              | Bonnie and Clyde                                     |
| 33. | Marge Gunderson                   | Frances McDormand                | Fargo                                      | Count Dracula                 | Béla Lugosi                                 | Dracula                                              |
| 34. | Tarzan                            | Johnny Weissmuller               | Tarzan the Ape Man                         | Dr. Christian Szell           | Laurence Olivier                            | Marathon Man                                         |
| 35. | Alvin C. York                     | Gary Cooper                      | Sergeant York                              | J.J. Hunsecker                | Burt Lancaster                              | Sweet Smell of Success                               |
| 36. | Rooster Cogburn                   | John Wayne                       | True Grit                                  | Frank Booth                   | Dennis Hopper                               | Blue Velvet                                          |
| 37. | Obi-Wan Kenobi                    | Alec Guinness                    | Star Wars                                  | Harry Lime                    | Orson Welles                                | The Third Man                                        |
| 38. | The Tramp                         | Charlie Chaplin                  | City Lights                                | Caesar Enrico Bandello        | Edward G. Robinson                          | Little Caesar                                        |
| 39. | Lassie                            | Pal                              | Lassie Come Home                           | Cruella de Vil                | Voice by Betty Lou Gerson                   | One Hundred and One Dalmatians                       |
| 40. | Frank Serpico                     | Al Pacino                        | Serpico                                    | Freddy Krueger                | Robert Englund                              | A Nightmare on Elm Street                            |
| 41. | Arthur Chipping                   | Robert Donat                     | Goodbye, Mr. Chips                         | Joan Crawford                 | Faye Dunaway                                | Mommie Dearest                                       |
| 42. | Father Flanagan                   | Spencer Tracy                    | Boys Town                                  | Tom Powers                    | James Cagney                                | The Public Enemy                                     |
| 43. | Moise                             | Charlton Heston                  | Cele zece porunci (film din 1956)          | Regina Giddens                | Bette Davis                                 | The Little Foxes                                     |
| 44. | Jimmy "Popeye" Doyle              | Gene Hackman                     | The French Connection                      | Baby Jane Hudson              | Bette Davis                                 | What Ever Happened to Baby Jane?                     |
| 45. | Zorro                             | Tyrone Power                     | The Mark of Zorro                          | The Joker                     | Jack Nicholson                              | Batman                                               |
| 46. | Batman                            | Michael Keaton                   | Batman                                     | Hans Gruber                   | Alan Rickman                                | Die Hard                                             |
| 47. | Karen Silkwood                    | Meryl Streep                     | Silkwood                                   | Tony Camonte                  | Paul Muni                                   | Scarface                                             |
| 48. | Terminator                        | Arnold Schwarzenegger            | Terminator 2: Judgment Day                 | Roger "Verbal" Kint           | Kevin Spacey                                | The Usual Suspects                                   |
| 49. | Andrew Beckett                    | Tom Hanks                        | Philadelphia                               | Auric Goldfinger              | Gert Fröbe (voiced by Michael Collins)      | Goldfinger                                           |
| 50. | Maximus                           | Russell Crowe                    | Gladiator                                  | Detective Alonzo Harris       | Denzel Washington                           | Training Day                                         |

## Personaje
- Batman, It's a Wonderful Life, Schindler's List și The Silence of the Lambs sunt singurele filme care au personaje în ambele liste. Alien-ul din Alien și Ripley sunt listați din  sequel, Aliens; Darth Vader este listat din The Empire Strikes Back și nu din Star Wars; Terminatorul este listat din The Terminator și Terminator 2: Judgment Day; iar James Bond este listat din Dr. No și nu din Goldfinger. În plus, The Silence of the Lambs și It's a Wonderful Life sunt singurele filme care au câte două personaje în top primele 10 personaje.
- Apar patru personaje din patru filme diferite ale lui Stanley Kubrick; trei în lista răufăcătorilor (Alex DeLarge, HAL 9000 și Jack Torrance) și unul în lista eroilor (Spartacus).
- Terminatorul este singurul personaj care este listat atât ca răufăcător (The Terminator) cât și ca erou (Terminator 2: Judgment Day). (De remarcat că, în această serie de filme, există două tipuri diferite de roboți cu același nume, construiți după un model identic.)
- Doar nouă eroine apar (ținând cont și de Lassie din Lassie Come Home) și 15 răufăcătoare. Din cele 9 eroine, doar opt fiind femele, deoarece Lassie a fost portretizată de un câine mascul de-a lungul serialului TV și a filmelor care au urmat.
- Regan MacNeil din The Exorcist este cel mai tânăr personaj din listă, având doar 12 ani (neținându-se cont și de Lassie). Pe de altă parte, demonul Pazuzu din Exorcistul are o vârstă de mai multe secole, dacă nu milenii.
- În Bambi, omul listat este cel care o ucide pe mama lui Bambi. În episodul special de televiziune se spune că acesta reprezintă omenirea întreagă. Este de asemenea singurul personaj din listă care nu apare pe ecran în niciun fel.
- Lassie este singurul personaj non-uman din lista eroilor, iar Rechinul este singurul personaj răufăcător care nu este portretizat de un om.
- Doar trei personaje animate apar, toate în lista răufăcătorilor (The Queen, #10; Man, #20; Cruella de Vil, #39). Toți trei sunt din filme Disney.

## Actori
- Gary Cooper este singurul actor care apare de trei ori pe listă; în toate cele trei cazuri el apare pe lista eroilor.
- Nouă actori au apărut exact de două ori pe aceeași listă: James Cagney, Robert Mitchum și Jack Nicholson pe lista ticăloșilor; și Humphrey Bogart, Henry Fonda, Harrison Ford, Paul Newman, Robert Redford și James Stewart pe lista eroilor. Două actrițe, de asemenea, apar de două ori pe aceeași listă, ambele în calitate de răufăcători: Bette Davis și Faye Dunaway.
- Al Pacino și Arnold Schwarzenegger sunt singurii actori care apar fiecare pe ambele liste, fiecare câte o dată (Schwarzenegger apare pe ambele liste portretizând Terminatori diferiți, în timp ce Pacino portretizează două personaje din filmele diferite). Nicio actriță nu apare pe ambele liste.
- Kirk Douglas și Michael Douglas sunt singurii care sunt înrudiți ca membrii de familie din listă. Michael Douglas este pe locul #24 ca răufăcătorul Gordon Gekko, iar Kirk Douglas pe #22 ca eroul Spartacus.
- Dintre toți actorii care apar pe listă, Meryl Streep are cele mai multe nominalizări, fiind nominalizată la Oscar de 17 ori, și de 26 de ori la un Glob de Aur. Atât ea cât și Jack Nicholson au câștigat mai multe premii Oscar decât oricare alt actor din listă.
- Dintre toți actorii care apar pe listă, douăzeci și unul dintre ei — Kathy Bates, Marlon Brando, Gary Cooper, Russell Crowe, Robert Donat, Michael Douglas, Sally Field, Louise Fletcher, Jodie Foster, Gene Hackman, Tom Hanks, Anthony Hopkins, Ben Kingsley, Frances McDormand, Gregory Peck, Julia Roberts, George C. Scott, Kevin Spacey, Spencer Tracy, Denzel Washington și John Wayne— au primit premii Oscar pentru performanțele lor actoricești; Gary Cooper a câștigat de doua ori, odată pentru Will Kane și odată pentru Alvin York (el a avut, de asemenea, o a treia nominalizare, la care nu a câștigat premiul Oscar, pentru rolul lui Lou Gehrig). Dintre actorii rămași, Judith Anderson, Anne Baxter, Warren Beatty, Linda Blair, Humphrey Bogart, Glenn Close, Bette Davis, Geena Davis, Faye Dunaway, Ralph Fiennes, Henry Fonda, Alec Guinness, Angela Lansbury, Charles Laughton, Paul Muni, Liam Neeson, Paul Newman, Robert De Niro, Laurence Olivier, Peter O'Toole, Al Pacino, Susan Sarandon, Sylvester Stallone, Barbara Stanwyck, James Stewart, Meryl Streep și Sigourney Weaver au fost de asemenea nominalizați, dar nu au câștigat.

## Oameni reali
În unele cazuri din listă, apar oameni reali (portretizați de actori) sau personaje bazate pe oameni reali.
- Eroi: Alvin York, Erin Brockovich, George S. Patton, Bob Woodward & Carl Bernstein, Lou Gehrig, Spartacus, Mahatma Gandhi, Butch Cassidy & Sundance, Oskar Schindler, T. E. Lawrence, Father Edward J. Flanagan, Frank Serpico și Karen Silkwood.
- Răufăctori: William Bligh, Amon Göth, Bonnie Parker & Clyde Barrow și Joan Crawford.

Doi eroi, Jimmy "Popeye" Doyle și Norma Rae Webster, se bazează pe viața reală a unor oameni. Doyle se bazează pe viața reală a unui detectiv din orașul New York pe nume Eddie Egan și Webster pe cea a minerului sudist Crystal Lee Jordan. Personajul negativ Norman Bates din Psycho se bazează vag pe viața reală a criminalului Ed Gein. Atticus Finch din To Kill a Mockingbird se bazează vag pe viața tatălui lui Harper Lee (autorul cărții pe care se bazează filmul). Personajul negativ J.J. Hunsecker din Sweet Smell of Success a fost modelat pe baza cronicarului Walter Winchell.